# Делферье, Аллан
Аллан Микаэль Делферье (нидерл. Allan Michaël Delferrière; родился 3 марта 2002, Бельгия) — бельгийский футболист, защитник клуба «Хиберниан». 

## Клубная карьера
Делферье — воспитанник клуба льежского «Стандарда». 1 мая 2021 года в матче против «Остенде» он дебютировал в Жюпиле лиге. Летом 2021 года Делферье был арендован нидерландским «МВВ Маастрихт». 9 августа в матче против дублёров «Утрехта» он дебютировал в Эрстедивизи.